# الدوري الإيراني الدرجة الثانية 1977–78
الدوري الإيراني الدرجة الثانية 1977–78 هو موسم من الدوري الإيراني الدرجة الثانية. فاز فيه نادي أبو مسلم خراسان.